# Robeline
Robeline é uma vila localizada no estado americano de Luisiana, na Paróquia de Natchitoches.

## Demografia
Segundo o censo americano de 2000, a sua população era de 183 habitantes.
Em 2006, foi estimada uma população de 183, um aumento de 0 (0.0%).

## Geografia
De acordo com o United States Census Bureau tem uma área de
2,6 km², dos quais 2,6 km² cobertos por terra e 0,0 km² cobertos por água. Robeline localiza-se a aproximadamente 44 m acima do nível do mar.

## Localidades na vizinhança
O diagrama seguinte representa as localidades num raio de 28 km ao redor de Robeline.